# نراد سیسیلی
نراد سیسیلی (نام علمی: Abies nebrodensis) نام یک گونه از سرده نراد است.